# 陳同佳
陳同佳（英語：Chan Tung Kai；1998年12月13日—），潘曉穎命案殺人疑犯。因殺害女友潘曉穎後的自從台灣殺人案潛逃回香港而轟動一時。由於案件發生於台灣境內，加上两岸之間因政治原因無法進行司法互助，導致全案長期陷於膠著狀態，至今仍未受法律制裁。
香港保安局遵照中共中央紀委的倡議，藉此命案在2019年2月提出修訂《逃犯條例》草案，最終成為反修例運動爆發的導火線。陳同佳出獄後一直居於油尖旺區何文田京士柏山安全屋，雖然亦曾公開表示會赴台投案，但至今仍未有實行。2018年12月3日，臺灣士林地方檢察署正式對陳同佳發布通緝，時效長達37年6個月。在2021年10月，其監護人管浩鳴透露陳同佳已離開安全屋並轉至深山寓所隱居。

## 生平
陳同佳於中国大陸廣東省深圳市出生，其後移居香港，曾就讀聖公會聖馬利亞堂莫慶堯中學，之後修讀香港專上學院商科副學士課程，但在2018年2月退學。同月，陳同佳與女友潘曉穎到臺灣旅行，期間陳氏因爭執殺死女友，及後潛逃回港，觸發台港兩地的司法互助問題和香港《逃犯條例》修訂。陳同佳返港後只能被控洗黑錢而被囚。
2019年10月23日早上9時，陳同佳處理犯罪得益罪刑滿出獄。陳同佳在獄方人員帶領下步出壁屋懲教所，並在其监护人，身兼北京市政協委員的時任香港聖公會教省秘書長管浩鳴牧師陪同下，於監獄外向受害者潘曉穎的父母和香港人致歉，並表示「願意為自己的衝動與犯下的錯事，赴台灣『自首』，服刑受審」。
陳同佳自出獄後一直住在安全屋並久無露面，直至2020年10月2日由管浩鳴代其發佈錄音稱其赴台「自首」意願一直沒變。管浩鳴於10月14日帶其證件到台北經濟文化辦事處辦理旅遊簽證被拒，至此其赴台投案一事再無下文。
2022年10月，《星島日報》引述管浩鳴指，陳同佳仍居於深山清靜地方，未有離開過住處，未有接種過2019冠狀病毒病疫苗，每日有三餐提供，主要以上網、打機、看電視打發時間，並認為陳同佳現時「生活難熬」。

## 刑事狀況
由於陳同佳在案發後畏罪潛逃，故此被中華民國內政部發布通緝令通緝，導致陳氏已經錯失在臺灣自首的機會。一旦陳同佳再次入境臺灣，只會被內政部警政署拘捕或投案後被捕。
內政部在2019年10月23日早上澄清台灣從未限制陳同佳入境，只是拒絕其辦理電子簽證。對於港府宣稱台方禁止陳同佳入境並要求台方取消對其入境管制一事，內政部次長陳宗彥批評港府的說法不符事實，強調台方僅禁止網簽，並無禁止陳同佳入境。內政部指称電子簽證是提供予觀光客或商務人士使用，但陳同佳目前是通緝犯，並不是觀光客或商務旅客，因此陳同佳必須臨櫃申請入境，以便掌握他的行蹤，確保飛行安全。
中華民國總統蔡英文在10月23日早上表示陳同佳案只有「逮捕」沒有「自首」，又稱台方已經說過很多次，案件的加害人和受害人均為香港居民，中华民国政府亦已一再強調不會放棄管轄權，但既然港府不願行使管轄權為受害香港人伸張正義，那就由台灣處理，並要求港府不要迴避台灣政府就本案要求提供司法協助的事實。陸委會亦指称依據台灣法律，嫌犯被通緝後便不符合「自首」條件，期望港府熟讀並尊重台灣的法律與制度。士林地檢署亦指陳同佳被發出通緝令後已不符合「自首」條件，不能以「自首」為由要求減刑。
2023年2月20日，台灣相隔3年再度向香港開關，管浩鳴此時表示陳同佳赴台自首問題不在於台灣是否開關，而是死結在台灣不批准他入境，認為陳同佳願意也不能前往，重申陳同佳自首意願一直沒變。
2024年，中華民國大陸委員會再表示台灣一貫態度，此案重點是兩岸之間公權力行使，不在於簽證，希望香港不再拒絕台灣的司法互助請求，例如派員來港接收陳。